# لويس كارلوس كابيزاس
لويس كارلوس كابيزاس (بالإسبانية: Luis Carlos Cabezas) هو لاعب كرة قدم كولومبي في مركز الهجوم، ولد في 3 مارس 1986 في مدينة كالي في كولومبيا. لعب مع داليان ييفانغ وديبورتيفو بيريرا وديبورتيفو كالي ونادي شانغهاي إس آي بي جي ونادي كاراكاس.

## وصلات خارجية
- لويس كارلوس كابيزاس على موقع قاعدة بيانات كرة القدم.إي يو (الإنجليزية)
- لويس كارلوس كابيزاس على موقع Soccerway.com (الإنجليزية)